# Mastofauna

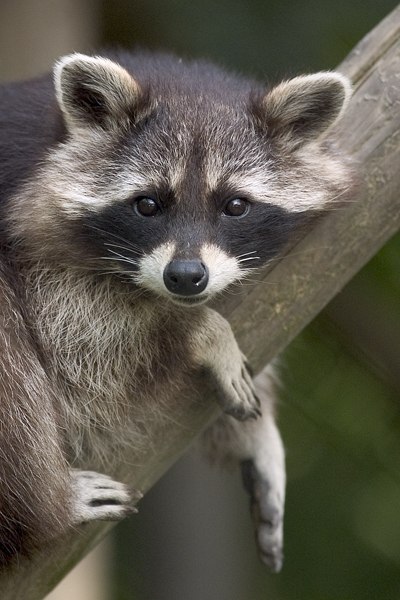
L'os rentador, com tots els altres mamífers, pertany a la mastofauna

La mastofauna és la part de la fauna que fa referència als animals mamífers. Per exemple són mastofauna micromamífers com els ratpenats (Chiroptera), rosegadors (Rodentia), mamífers de mida mitjana com el teixó americà (Nasua narica), l'os rentador (Procyon lotor) i els grans mamífers com els senglars, els elefants, etc.